# Państwowe Muzeum Zabawek w Kijowie
Państwowe Muzeum Zabawek w Kijowie (ukr. Державний музей іграшки) – muzeum zabawek działające w Kijowie, podlegające Ministerstwu Edukacji i Nauki Ukrainy. Zostało otwarte 1 stycznia 2005. Posiada jedną z największych i najstarszych kolekcji zabawek na Ukrainie, której początki sięgają lat 30. XX wieku.

## Historia
Idea powołania muzeum zabawek na Ukrainie pojawiła się w 1933. Na mocy uchwały Prezydium Centralnej Komisji Kontroli WKP(b) oraz Kolegium Ludowego Komisariatu Przemysłu Lekkiego ZSRR zaproponowano utworzenie muzeów zabawek w Kijowie, Moskwie, Charkowie, Tbilisi i Taszkencie. W tym samym czasie powołano komitety ds. zabawek przy Ludowych Komisariatach Oświaty, których zadaniem było wspieranie rozwoju przemysłu zabawkarskiego, współpraca z artystami i pedagogami oraz ocena nowych wzorów. W 1936 roku w Kijowie otwarto stałą wystawę zabawek dziecięcych, która dała początek muzealnej kolekcji.
W ciągu siedmiu dekad zgromadzono ponad 15 000 egzemplarzy zabawek, które stały się podstawą zbiorów Państwowego Muzeum Zabawek w Kijowie. Placówka została oficjalnie otwarta 1 stycznia 2005 na mocy rozporządzenia Rady Ministrów Ukrainy z 16 listopada 2003 (nr 640-р).

## Zbiory
Muzeum posiada ponad 15 000 eksponatów, w tym:
- zabawki przemysłowe z lat 30.–90. XX wieku,
- unikatowe egzemplarze zabawek autorskich,
- kolekcję ukraińskich zabawek ludowych,
- jedyne w kraju zbiory gier planszowych i drukowanych[2].

Około 2000 eksponatów prezentowanych jest w trzech salach tematycznych: „Historia zabawki”, „Ukraińska zabawka ludowa” oraz w sali wystaw czasowych.

## Działalność
Muzeum prowadzi działalność edukacyjną i wystawienniczą. Stała ekspozycja jest regularnie odnawiana, a muzeum organizuje także wystawy autorskie i tematyczne.